# Satzvey
Satzvey is een plaats in de Duitse gemeente Mechernich, deelstaat Noordrijn-Westfalen, en telt 1017 inwoners.
In de plaats bevindt zich de burcht van Satzvey.